# Epropetes hirsuta
Epropetes hirsuta är en skalbaggsart som beskrevs av Martins och Dilma Solange Napp 1984. Epropetes hirsuta ingår i släktet Epropetes och familjen långhorningar. Inga underarter finns listade i Catalogue of Life.